# داركيل
عمر ديفيد هيرنانديز كولون ، المعروف باسم داركيل ، هو فنان وممثل بورتوريكو ريغيتون ،  ولد في لاريس . اشتهر بدوره في سلسلة السيرة الذاتية لنيكي جام على نتفليكس والتي تسمى Nicky Jam: El Ganador .  